# Чиреси
Чиреси (рос. Чиреси) — село в Большеболдинському районі Нижньогородської області Російської Федерації.
Населення становить 94 особи. Входить до складу муніципального утворення Пермеєвська сільрада.

## Історія
Від 2009 року входить до складу муніципального утворення Пермеєвська сільрада.

## Населення
| 1999 | 2002 | 2010 |
| ---- | ---- | ---- |
| 190  | ↘138 | ↘94  |